# زنان کوچک (فیلم ۱۹۹۴)
زنان کوچک (به انگلیسی: Little Women) نام فیلم درامی است که در سال ۱۹۹۴ به کارگردانی گیلیان آرمسترانگ و بر پایهٔ رمانی با همین نام از لوییزا می الکات ساخته شد. وینونا رایدر موفق شد برای بازی در این فیلم در رشتهٔ بهترین بازیگر نقش اول زن نامزد دریافتِ جایزه اسکار شود.

## داستان
داستان دربارهٔ چهار خواهر مارچ ـ مگ زیبا (ترینی آلوارادو)، جوی باهوش و بلندپرواز (وینونا رایدر)، بت مهربان (کلیر دینز) و
ایمی رومانتیک (کیرستن دانست) می‌باشد. آن‌ها در کانکورد ماساچوست و در زمان جنگ آمریکا در خانه‌ای قدیمی زندگی می‌کنند.
پدر آن‌ها به جنگ رفته‌است و این چهار خواهر مشکلاتی زیادی را تجربه می‌کنند ولی زیرنظر مادرشان (سوزان ساراندون) که زن بسیار عاقل و
فهمیده‌ای است، این مشکلات را حل کرده و زندگی فقیرانه ولی شادی دارند. گاهی اوقات آن‌ها برای از یاد بردن مشکلاتشان، نمایش نامه‌هایی را
که جو آن‌ها را نوشته اجرا می‌کنند و بیشتر در عالم کودکی خود به سر می‌برند.
در همسایگی آن‌ها پیرمردی ثروتمند (جان نویل) به نام آقای لارنس زندگی می‌کند که نام نوهٔ او تئودور لارنس است. تئودور
که به نام لاری (کریستین بیل) معروف است، بعد از مدتی دوست صمیمی خانواده مارچ ـ به خصوص جو ـ می‌شود. آقای لارنس هم همدم بت می‌شود و
پیانوی دختر کوچک مرده‌اش را که خیلی به او علاقه داشته، به بت می‌بخشد. با مرور زمان، مگ عاشق معلم خصوصی لاری، بروک (اریک استولتز) می‌شود.
پس از مدتی پدر آن‌ها به علت جراحت بستری می‌شود و مادرشان برای پرستاری از او می‌رود. در غیبت مارمی، بت به بیماری به نام تب اسکارلت
مبتلا می‌شود و تا دم مرگ پیش می‌رود. درحالی که آن‌ها امیدوارند مادرشان برگردد، جو و مگ ایمی را که نسبت به بیماری مصون نیست به خانهٔ
عمه مارچ می‌فرستند. قبل از بیماری بت، جو چندین سال به عنوان همدم برای او عمه‌اش کار کرده‌است؛ ولی با ورود ایمی که مانند خواهرش زبان
تندی ندارد و ملایم‌تر است، عمه مرچ به او بیشتر علاقه‌مند می‌شود و تصمیم می‌گیرد چند سال بعد، به جای جو، ایمی را با خود به اروپا ببرد.
سرانجام بیماری بت شدت می‌گیرد و مادرشان ـ که لاری او را قبل از این که بقیه تصمیم بگیرند خبر کرده‌است ـ برمی‌گردد. بعد از مراقبت از
بت، او خوب می‌شود و آن‌ها آمادهٔ تدارک برای کریسمس می‌شوند؛ و سرانجام در روز کریسمس آقای مارچ به خانه برمی‌گردد و آن‌ها را خوشحال
می‌کند؛ و بعد از مدت‌ها این خانواده دور یکدیگر جمع می‌شوند.
چهار سال بعد: مگ و بروک با یکدیگر ازدواج می‌کنند و سلامتی بت در خطر است. لاری از کالج فارغ‌التحصیل می‌شود و بعد از بازگشتش به جو
پیشنهاد ازدواج می‌دهد و اظهار می‌کند که او را دوست دارد. لاری از جو می‌خواهد که با او به لندن برود، ولی جو پیشنهاد او را رد می‌کند
و می‌گوید که لاری را به عنوان یک برادر نه به عنوان عاشقش دوست دارد. او سپس در کمال ناامیدی متوجه می‌شود که عمه مارچ به جای او ایمی
شانزده ساله را (سامانتا ماتیس) با خود به اروپا خواهد برد؛ بنابراین با اجازهٔ مادرش و درحالی که به خاطر لاری خیلی ناراحت است، به
نیویورک می‌رود تا نزد دوست مادرش بماند و به بچه‌های او درس بدهد. او در آن جا با پروفسور فردریک بییر (گابریل بیرن)، مردی آلمانی و
چهل ساله آشنا می‌شود. پروفسور یکی از دوستان خوب جو می‌شود و با او در مورد اپرا و فیزیولوژی و فلسفه حرف می‌زند و به جو کمک می‌کند تا
داستان‌های بهتری بنویسد.
در اروپا، ایمی با لاری رو به رو می‌شود. او از دیدن این که لاری بی‌مسئولیت و خوشگذران شده‌است ناامید می‌شود و او را سرزنش می‌کند که به
جای کمک به پدربزرگش پول‌های او را هدر می‌دهد. در مقابل لاری هم او را سرزنش می‌کند که به خاطر پول قرار است با یکی از همکلاسی‌های کالجش ازدواج کند. لاری کمی به ایمی اظهار علاقه می‌کند ولی ایمی می‌گوید که دوست ندارد با مردی که هنوز عاشق خواهرش است ازدواج کند. لاری اظهار
دارد که عاشق جو نیست، بلکه فقط به حال او غبطه می‌خورد؛ و به ایمی می‌گوید که به هرحال با خانواده مارچ وصلت خواهد کرد. این حرف او ایمی
را قانع می‌کند که لاری به خاطر خانواده‌اش به او اظهار علاقه کرده و ازآن جا می‌رود. لاری هم که پشیمان شده نامه‌ای به او می‌نویسد و از او
درخواست می‌کند تا درمدتی که در لندن کار می‌کند، منتظر او بماند و اجازه دهد لاری خودش را لایق او نشان دهد.
جو برای دیدن بت به خانه بازمی‌گردد و بت سرانجام به علت عوارض بیماری که چهارسال قبل به آن مبتلا شده، می‌میرد. جو با اندوه بسیار کتابی
را می‌نویسد که برخلاف کتاب‌های قبلیش در مورد زندگی است و دقیقاً به نصیحت پروفسور عمل می‌کند و آن را بسیار طبیعی و زیبا می‌نویسد. سرانجام
کتاب تمام می‌شود و جو آن را با نام «زنان کوچک» برای پروفسور می‌فرستد. مگ هم صاحب یک دختر و پسر دوقلو می‌شود.
در لندن، لاری نامه‌ای از جو دریافت می‌کند که او را از مرگ بت آگاه کرده و از او خواهش می‌کند تا به خانه بازگردد؛ و اضافه می‌کند که
عمه مارچ آن قدر مریض است که نمی‌تواند از اروپا برگردد و بنابراین ایمی ناچار است پیش او بماند. لاری به سرعت خودش را به ایمی می‌رساند و
پس از مدت کمی عمه مارچ می‌میرد و آن‌ها به عنوان زن و شوهر به آمریکا بر می‌گردند و جو بسیار شگفت زده ولی خوشحال می‌شود.
عمه مارچ بعد از مرگش خانه‌اش را برای جو باقی می‌گذارد و جو تصمیم می‌گیرد آن را به یک مدرسه تبدیل کند. سپس یک روز به خانه می‌آید و وقتی
کتابش را که چاپ شده روی میز می‌بیند، از هانا (خدمتکارشان) می‌پرسد که چه کسی آن را آورده و هانا جواب می‌دهد که مردی با اسمی شبیه به خرس
(توضیح: Bhaer در تلفظ به کلمه Bear به معنی خرس بسیار شبیه است) بود. پروفسور اشتباهاً فکر می‌کند که لاری با جو ازدواج کرده و می‌رود تا خود را به
قطار برساند و به غرب برود؛ ولی جو او را پیدا می‌کند و اشتباهش را به او توضیح می‌دهد. وقتی جو به او التماس می‌کند تا نرود، پروفسور به
او درخواست ازدواج می‌دهد و جو با خوشحالی می‌پذیرد.

## نقش‌ها
- وینونا رایدر در نقش جو (ژوزفین مارچ)
- گابریل بیرن در نقش پروفسور بییر
- کریستین بیل در نقش لاری (تئودور لارنس)
- ترینی آلوارادو در نقش مگ (مارگارت مارچ)
- کلیر دینز در نقش بت (الیزابت مارچ)
- کیرستن دانست در نقش ایمی (بچه)
- سامانتا ماتیس در نقش ایمی (بزرگ‌سال)
- اریک استولتس در نقش جان بروک
- سوزان ساراندون در نقش مارمی مارچ
- جان نویل در نقش آقای لارنس
- فلورانس پترسون در نقش هانا (خدمتکار پیر مارچ‌ها)
- مری ویکز در نقش عمه مارچ
- متیو واکر در نقش آقای مارچ